# Armigeres subalbatus
Armigeres subalbatus es una especie de mosquito del género Armigeres, de la familia Culicidae, orden Diptera.

## Distribución
Se distribuye por Asia: Japón, China, Corea, islas Ryūkyū, Indochina, Tailandia y Guam.

## Taxonomía
Fue descrita por Coquillett en 1898 y publicada en Coquillett, D.W. 1898. Report on a collection of Japanese Diptera, presented to the U.S. National Museum by the Imperial University of Tokyo. Proceedings of the United States National Museum.